# Восходненский сельский совет
Восходненский сельский совет (укр. Восходненська сільська рада, крымскотат. Nayleben köy şurası) — согласно законодательству Украины — административно-территориальная единица в Красногвардейском районе Автономной Республики Крым, расположенная в северо-восточной части района в степной зоне полуострова. Население по переписи 2001 года — 10383 человека.
К 2014 году состоял из 10 сёл:

| - Восход - Владимирово - Доходное - Заря - Знаменка | - Климово - Нахимово - Новосельцы - Плодородное - Чапаево |

## История
Восходненский сельский совет был образован в 1966 году и 1 января 1968 года уже имел современный состав. С 12 февраля 1991 года сельсовет в восстановленной Крымской АССР, 26 февраля 1992 года переименованной в Автономную Республику Крым. С 21 марта 2014 года в составе Крыма аннексирован Россией. Законом «Об установлении границ муниципальных образований и статусе муниципальных образований в Республике Крым» от 4 июня 2014 года территория административной единицы была объявлена муниципальным образованием со статусом сельского поселения.